# Катково (Рубцовський район)
Катко́во (рос. Катково) — село у складі Рубцовського району Алтайського краю, Росія. Входить до складу Бобковської сільської ради.

## Населення
Населення — 369 осіб (2010; 384 у 2002).
Національний склад (станом на 2002 рік):
- росіяни — 97 %